# Igor Gennagyjevics Cserevcsenko
Igor Gennagyjevics Cserevcsenko (oroszul: И́горь Генна́дьевич Чере́вченко; Dusanbe, 1974. augusztus 21. –) korábbi tádzsik válogatott orosz labdarúgó és edző.

## Pályafutása

### Vezetőedzőként
2018. november 13-án szerződést írt alá az orosz orosz labdarúgó-bajnokságban szereplő Arszenal Tulával. A klub történetében elsőként sikerült elvezetnie a klubot az Európa-liga selejtezőbe 2018–19-es szezon végén.
5 egymást követő bajnoki vereség után 2020. július 1-jén felmondott a klubnál.

## Statisztikái

### A válogatottban
| Tádzsikisztán | Tádzsikisztán | Tádzsikisztán |
| Év            | Mérk.         | Gól           |
| ------------- | ------------- | ------------- |
| 1993          | 4             | 0             |
| 1994          | 4             | 0             |
| Összesen      | 8             | 0             |

## Sikerei, díjai

### Játékosként
Pamir Dusanbe
- Tádzsik első osztályú labdarúgó-bajnokság: 1992
- Tádzsik kupa: 1992

Lokomotyiv Moszkva
- Orosz kupa: 1996, 1997, 2000, 2001.

### Vezetőedzőként
Lokomotiv Moscow
- Orosz kupa: 2014–15